# Велика Ногайська Орда
Увага:  Не вказане значення "common_name"
 Увага: Не вказане значення "continent"

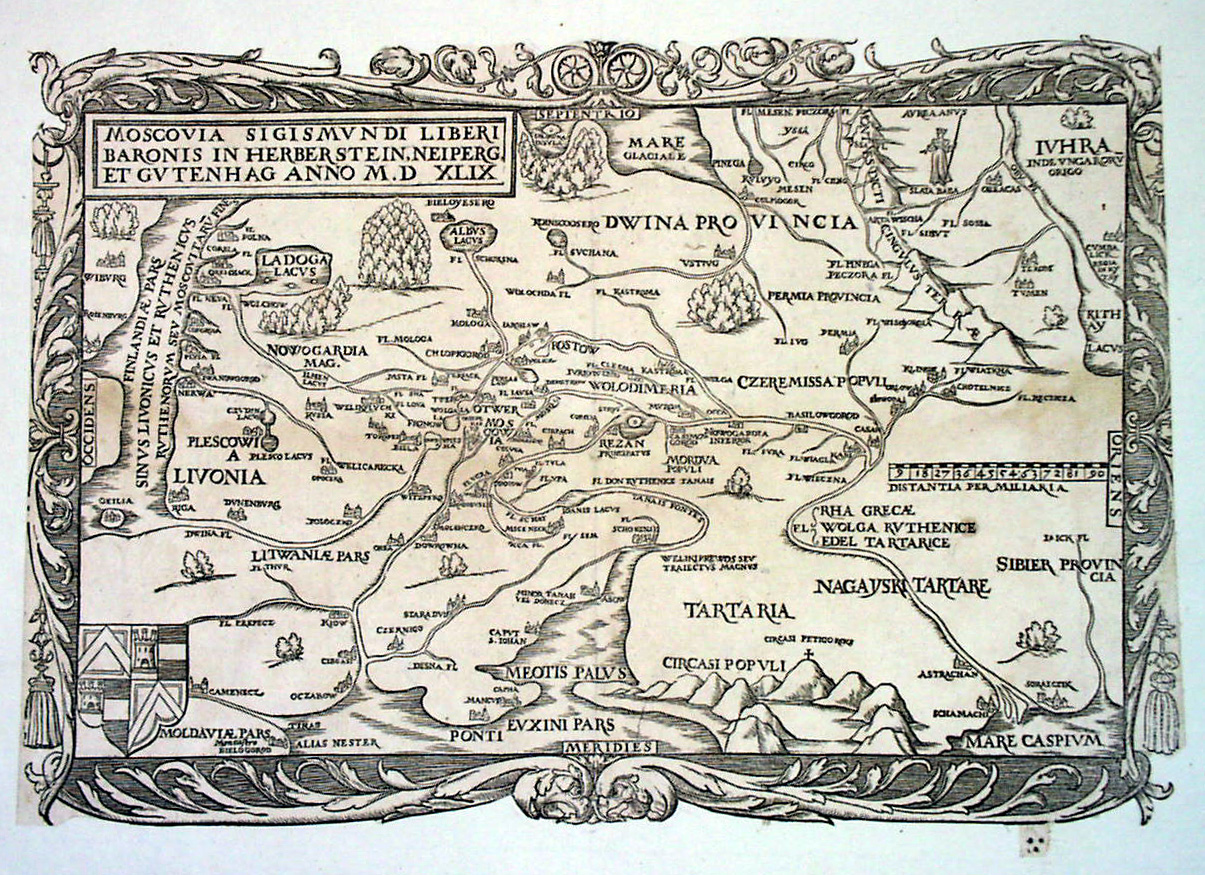
Карта Московії, опублікована Герберштейном в 1549 р.

Велика Ногайська Орда (Великі Ногаї) — держава ногайців (ногаїв), що виділилася у 2-й половині XVI сторіччя з Ногайської Орди. У 1634 році ногаї Великої Орди переселилися на правобережжя Волги, де кочували з Казиєвою Ордою (Малими ногаями).

## Історія
В 1557 році бей Ногайської Орди визнав себе васалом московського царя Івана Грізного. Через це Ногайська Орда розділилася на:
- Велику Ногайський Орду (Великі Ногаї), що залишилася у Степовому Заволжі,
- Казиєву Орду (Мала Ногайська Орда, Малі Ногаї, Казиїв улус, Кубанська Орда), що не побажала визнати московський сюзеренітет й відкочувала на чолі Кази-мірзи на захід у Надозів'я[1] й на Кубань.

Однак, дипломат Священної Римської імперії мунд фон Герберштейн на своїй карті Московії, опублікованій ще в 1549 році, поміщає ногайських татар (Nagayske Tartare) в пониззі Волги по обох берегах (див. правий нижній край карти).
У 1577 році столиця Орди, Сарайчик, був узятий московським військом князя Срібного-Оболенського. Кінець Орді як самостійному утворенню поклали нескінченні внутрішні сутички. Вадим Трепавлов виділяє три Смути й агонію Орди. Природно, що початком слабкості держави скористалися суперники Ногайської Орди.
На початку XVII століття ногайські кочовища по обох берегах Яїка до Волги заселили калмики. У 1628-1630 роках калмики на чолі з Хо-Урлюком напали на Велику Ногайську Орду й зайняли межиріччя Волги та Яїка.
У 1634 році калмики знову напали на Велику Ногайський Орду й розгромили її, винищивши частину ногаїв; решта була змушена перебратися на правобережжя Волги й кочувати з Казиєвою ордою.
В кінцевому підсумку, ногайці перекочували у Передкавказзя.